# کندر (تاکستان)
کندر (تاکستان)، روستایی از توابع بخش مرکزی شهرستان تاکستان در استان قزوین ایران است.

## جمعیت
این روستا در دهستان قاقازان شرقی قرار دارد و براساس سرشماری مرکز آمار ایران در سال ۱۳۸۵، جمعیت آن ۱٬۳۱۳ نفر (۳۰۴خانوار) بوده‌است.